# 曾立岩
曾立岩（1955年—），云南红塔人，汉族，中华人民共和国政治人物、第十一届全国人民代表大会云南地区代表。
毕业于昆明医学院医疗专业。加入农工党。担任云南省玉溪市人大常委会副主任，农工党云南省玉溪市主委，云南省玉溪市卫校校长。2008年起担任全国人大代表。